# Makoto Segawa
Makoto Segawa (jap. 瀬川 誠, Segawa Makoto; * 26. November 1974 in der Präfektur Miyagi) ist ein ehemaliger japanischer Fußballspieler.

## Karriere
Segawa erlernte das Fußballspielen in der Schulmannschaft der Sendai Ikuei High School. Seinen ersten Vertrag unterschrieb er 1993 bei den Yokohama Flügels. Der Verein spielte in der höchsten Liga des Landes, der J1 League. 1995 wechselte er zum Zweitligisten Fukushima FC. 1998 wechselte er zum Ligakonkurrenten Brummell Sendai (heute: Vegalta Sendai). 2001 wurde er mit dem Verein Vizemeister der J2 League. Für den Verein absolvierte er 56 Spiele. Ende 2001 beendete er seine Karriere als Fußballspieler.

## Erfolge
Yokohama Flügels
- Kaiserpokal

Sieger: 1993